# Lady Snowblood
A Lady Snowblood (eredeti címén 修羅雪姫, Shurayuki-hime) Toshiya Fujita rendezésében bemutatott 1973-as japán grindhouse film. Címét az azonos néven ismert mangáról, a Shurayukihime-ről kapta. A történet középpontjában Kashime Yuki (Lady Snowblood) áll, aki egyszemélyes hadjáratot indít a családja meggyilkolásáért felelős személyekkel szemben.

## Történet
Sayo-t (Miyoko Akaza) és családját négy szadista bűnöző támadja meg. A nőt brutálisan megerőszakolják, férjét és fiát megölik. Életét csak annak köszönheti, hogy az egyik gonosztevő, Shokei Tokuichi titokban rabszolgamunkára kényszeríti – így megkímélve életét. Sayo egy adandó alkalommal azonban kést döf Shokei szívébe. Bosszúját a többi gyilkoson nem tudja beteljesíteni, mivel Sayo-t utoléri az igazságszolgáltatás, börtönbe kerül.
Egy év telik el, 1874-et írunk. Sayo a halálsoron egy újszülöttnek ad életet, akit Yukinak nevez el. Nem sokkal később elhalálozik, így Yuki-ra hárul a felelősség, hogy megbosszulja édesanyját és családját. Egy szerzetes szárnya alá kerül, aki alapos kiképzés alá veti a fiatal Lady Snowblood-ot. Megfosztja az emberi méltóságtól, közönséges bűnözőként viselkedik vele, számára az alvilág szülöttje nem tekintendő embernek. Több évvel később a fiatal Yuki elindul beteljesíteni anyja bosszúját.

## Szereplők
| Szereplő          | Színész         |
| ----------------- | --------------- |
| Yuki Kashima      | Meiko Kaji      |
| Dōkai pap         | Ko Nishimura    |
| Ryūrei Ashio      | Toshio Kurosawa |
| Gō Kashima        | Masaaki Daimon  |
| Sayo Kashima      | Miyoko Akaza    |
| Gishirō Tsukamoto | Eiji Okada      |
| Kitahama Okono    | Sanae Nakahara  |
| Takemura Banzō    | Noboru Nakaya   |

## Produkció
A film az exploitation filmkedvelők körében nagy népszerűségnek örvendezik, kult klassziknak tartják számon. Készült hozzá folytatás (Lady Snowblood 2: Love Song of Vengeance), illetve egy 2001-es sci-fi remake is (The Princess Blade). Továbbá nagy inspirációja volt Quentin Tarantino Kill Bill című filmjéhez, ami a Lady Snowblood omázsára készült. Karaktereket, vizuális megoldásokat és magát a történetet is átemelte a híres hollywoodi rendező, Tarantino saját filmjébe.